# Прјевидза
Прјевидза (слч. Prievidza, мађ. Privigye) град је у Словачкој и други по величини град Тренчинског краја.
Прјевидза је позната као „зелени град“ због бројних паркова и дрвореда.

## Географија
Прјевидза је смештена у средишњем део државе. Главни град државе, Братислава, налази се 180 км југозападно.
Рељеф: Прјевидза се развила у котлини реке Њитре. Надморска висина града је око 280 m. Оближње планине припадају планинском венцу Карпата. Западно од града је издижу се Стражовске врхи, док се источно издиже Велика Фатра.
Клима: Клима у Прјевидзи је умерено континентална.
Воде: Кроз Прјевидзу протиче река Њитра, у горњем делу свог тока. Она дели град на јужни и северни део.

## Историја
Људска насеља на овом простору датирају још из праисторије. Насеље под данашњим именом први пут се спомиње 1113, а статус слободног града добија крајем 1383. г. Током следећих векова град је био у саставу Угарске.
Крајем 1918. град је постао део новоосноване Чехословачке. У време комунизма град је нагло индустријализован, па је дошло до наглог повећања становништва. После осамостаљења Словачке град је постао њено значајно средиште, али је дошло и до проблема везаних за преструктурирање привреде.

## Становништво
| Година:    | 1994.  | 2004.   | 2014.   | 2024.    |
| ---------- | ------ | ------- | ------- | -------- |
| Број људи: | 54 427 | 51 596  | 47 574  | 42 429   |
| Разлика:   |        | -5,20 % | -7,79 % | -10,81 % |

| Година:    | 2023.  | 2024.   |
| ---------- | ------ | ------- |
| Број људи: | 42 980 | 42 429  |
| Разлика:   |        | -1,28 % |

Данас Прјевидза има око 51.000 становника и последњих година број становника опада.
Етнички састав: По попису из 2001. г. састав је следећи:
- Словаци - 96,7%,
- Чеси -1,0%,
- остали - 2,3%.

Верски састав: По попису из 2001. г. састав је следећи:
- римокатолици - 61,9%,
- атеисти - 29,0%,
- лутерани - 2,2%,
- остали.

## Партнерски градови
- Ваљево
- Шумперк

## Галерија
- Поглед на град у даљини
- Маријина црква
- Споменик словачком народном устанку
- Споменик св. Ћирилу и Методију